# Calycosia
Calycosia es un género con 17 especies de plantas con flores perteneciente a la familia Rubiaceae. Se encuentra en Nueva Guinea y sur del Pacífico.

## Especies seleccionadas
- Calycosia aneitensis
- Calycosia callithrix
- Calycosia fragrans
- Calycasia glabra